# Старые Савруши
Старые Савруши (чув. Кив Саврăш, тат.  Саурыш) — село в Аксубаевском районе Республики Татарстанa. Административный центр Саврушского сельского поселения

## Физико-географическая характеристика
Географическое положение

Село расположено в 19 км к северо-западу от районного центра — посёлка Аксубаево, в 170 км к юго-востоку от республиканского центра — города Казань. Рядом с селом проходит автодорога Нурлатский тракт (Чистополь-Аксубаево-Нурлат).

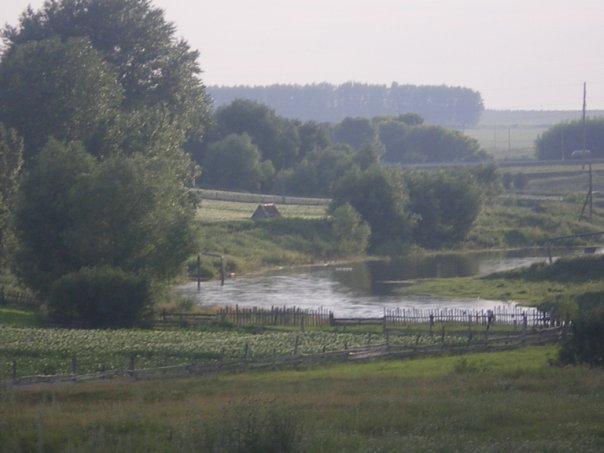
речка Саврушка

Посередине села протекает река Саврушка. Овражно-балочная сеть делает территорию села и его окрестностей достаточно живописной. Местами овраги переходят в балки и мелкие долины, по дну которых текут ручьи — притоки р. Саврушка. Наиболее крупные овраги окрестностей — Камышлывар, Дендвар, Чреклевар.
Село, как и вся республика, живёт по Московскому времени.
Климат
Согласно карте районирования республики по климатическим условиям, село Старые Савруши расположено в климатическом подрайоне IB.
Самым тёплым месяцем в году является июль со среднемесячной температурой 19,5°С. Средняя максимальная температура воздуха самого жаркого месяца (июль) равна 25,9 °С. Самые холодные месяца — январь и февраль со среднемесячной температурой −11,8°С. Температура холодного периода (средняя температура наиболее холодной части отопительного периода) равна — 17,4 °С.

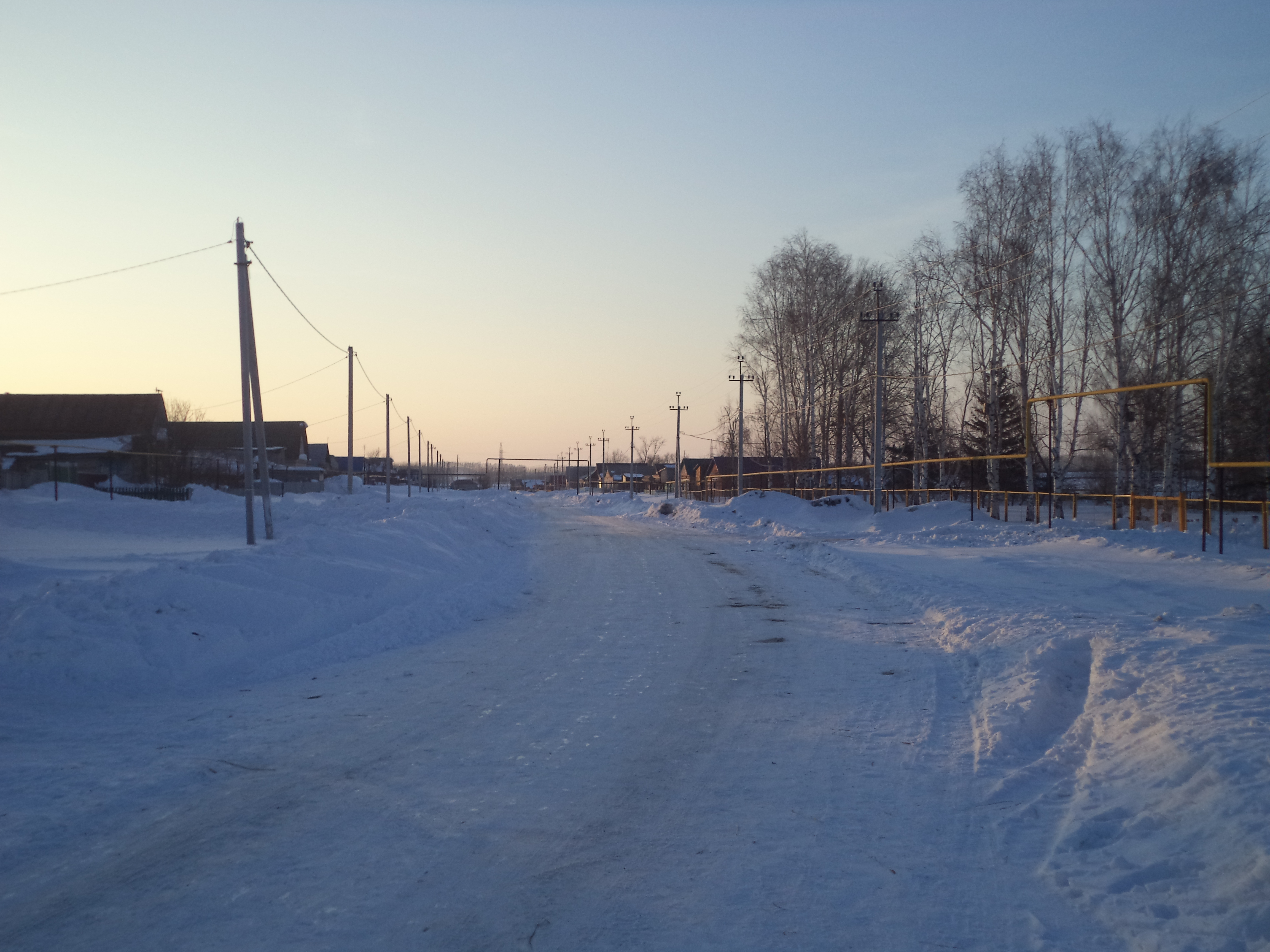
одна из улиц зимой

 Образование устойчивого снежного покрова приходится на конец второй декады ноября и держится до конца марта. Заканчивается снеготаяние в апреле. Максимальная высота снежного покрова колеблется от 34 до 36 см. В начале осени и зимой происходит общее усиление скорости ветра.
Село относится к районам, где грозы наблюдаются только летом и число их относительно невелико. Продолжительность гроз невелика, наибольшая приходится на июль. Средняя продолжительность грозы составляет 2,0-2,5 часа. Грозы наблюдаются, преимущественно, в послеполуденное время.
Растительный и животный мир

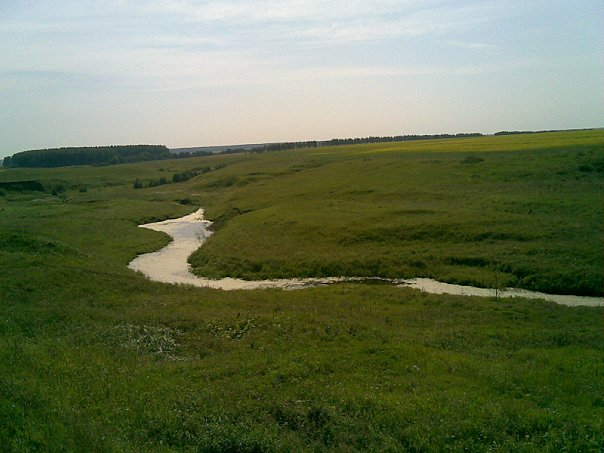
овраг Хамашловар

Преобладание степных участков над лесными, наличие болот, река Саврушка обусловливает специфику животного мира.
Степную фауну представляют зайцы-русаки,суслики, полевые мыши. Из орнитофауны отмечены лесные виды: дрозды, дятлы, сороки, лесные голуби, куропатки, кукушки и другие. Среди обитателей полей выделены насекомоядные — землеройка,барсук,крот, встречается ласка.
Растительный покров села и его окрестностей представлен лесными, луговыми, болотными сообществами.

## История
Первое упоминание о селе Старые Савруши относится к концу XVI века (20 мая 1595 года). Жители — чуваши, в языке и традиционной культуре наблюдаются общие для закамских чувашей черты, основанные на смешении элементов низовой и верховой традиций.
Жители до 1890-х гг. являлись государственными крестьянами, занимались земледелием, животноводством, мукомольным промыслом. Выходцами из села создано несколько селений в Оренбургской губернии и село Рысайкино Самарской губернии, посёлок Васильевка Казанской губернии.
В XIX — начале XX вв. село находилось в составе Ново-Адамской волости Чистопольского уезда Казанской губернии. Функционировала церковь, 20 октября 1890 г. была открыта школа грамоты священником Александром Корнетовым, помещалась в собственном здании, учителем состоял Ермолай Иванович Тимонов, 1891 г. — церковно-приходская школа. В начале XX века в селе работали 5 мельниц, 2 мелочные лавки, крупообдирка. Земельные угодья сельской общины составляли 1 886 десятин. В селе располагалась военная команда.
Согласно клировым ведомостям Христорождественской церкви село Савруши за 1875 год, 1895 год, 1900 год в деревне Старые Савруши, она же по речке Савруш (название так в документе) значится:
За 1875г военные составляли — 3 двора 33 души, крещенные из чуваш — 126 двора, 742 души.
За 1895г военные — 13 дворов, 117 душ; русские крестьяне — 2 двора, 9 душ; крещенные чуваши — 139 дворов, 732 души.
За 1900г военные — 19 дворов, 147душ; русские крестьяне — 1 двор, 8 душ: крещенные чуваши — 134 двора, 742 души.
(Национальный Архив Республики Татарстан: ф.4, оп.107, д.27, лл.1066-1074об).
В начале XX века 2 раза в год (весной и осенью) в селе проходили окружные ярмарки.
С 1920 г. село Старые Савруши входило в состав Чистопольского кантона ТАССР, с августа 1930 г. — в составе Аксубаевского района, с февраля 1963 г. — в составе Октябрьского района, с января 1965 г. — в составе Аксубаевского района.
Китайские племена из состава хуннов-гуннов (сувары и другие племена) к началу нашей эры, пройдя путь от Китая, стали хозяевами степных просторов от пустыни Гоби до сибирской тайги и от гор Гималайских до Карпат. Они были предками современных жителей села Старые Савруши, язык их был тюркский. В конце VI века группа булгар с предгорий Кавказа переселились в среднее Поволжье-Закамье. В начале VII века савары потянулись туда же. Они разместились южнее булгар на свободных землях по речке Черемшан. Эти народности объединились в булгарский союз племен и в конце IX века назвали свою страну Волжско-Камской Булгарией.
Один из родов племени савар, называемый «Саврушами» (основа слова «сав») появился в здешних краях. Людям этого рода приглянулась небольшая возвышенность, окаймленная с трёх сторон речками с высокими берегами, и они заселись на этом месте. Поселение назвали по имени рода: «Саврушами». Полноводную речку, протекающую по северной стороне возвышенности, назвали «Саврушкой», мелкую речку с восточной стороны назвали «Енти-вар», западной стороны — «Хамашла-вар». Территория эта называлась Закамской стороной Ногайской дороги (даруги) Казанского уезда (ныне южные районы Татарстана).
Место для размещения поселенцы выбрали в поймах рек на плодородных заливных лугах — приволье для ведения скотоводства и овощеводства. Крутые, высокие берега с севера, востока и запада — надёжная защита от неприятелей. Кругом простирается величественный покой и простор.
Эти поселения Саврушского края образовались в раннебулгарский период (VIII-IX вв.), когда суварские племена появились в бассейне реки Малый Черемшан. Подтверждением тому являются раскопки и обследования в 1964 году отрядом Р. Г. Фахрутдинова в составе татарской археологической экспедиции в этих краях, которые он описал в книге «Археологические памятники волжско-камской Булгарии и её территории» (г. Казань, 1975).
Экспедицией на территории деревни Старые Савруши обнаружены следующие объекты:

Селище раннебулгарского (до X в.) периода, в 0,5 км к западу — юго-западу от современного места расположения деревни Старые Савруши, на левом берегу речки Саврушки, площадью 15 тыс. м².

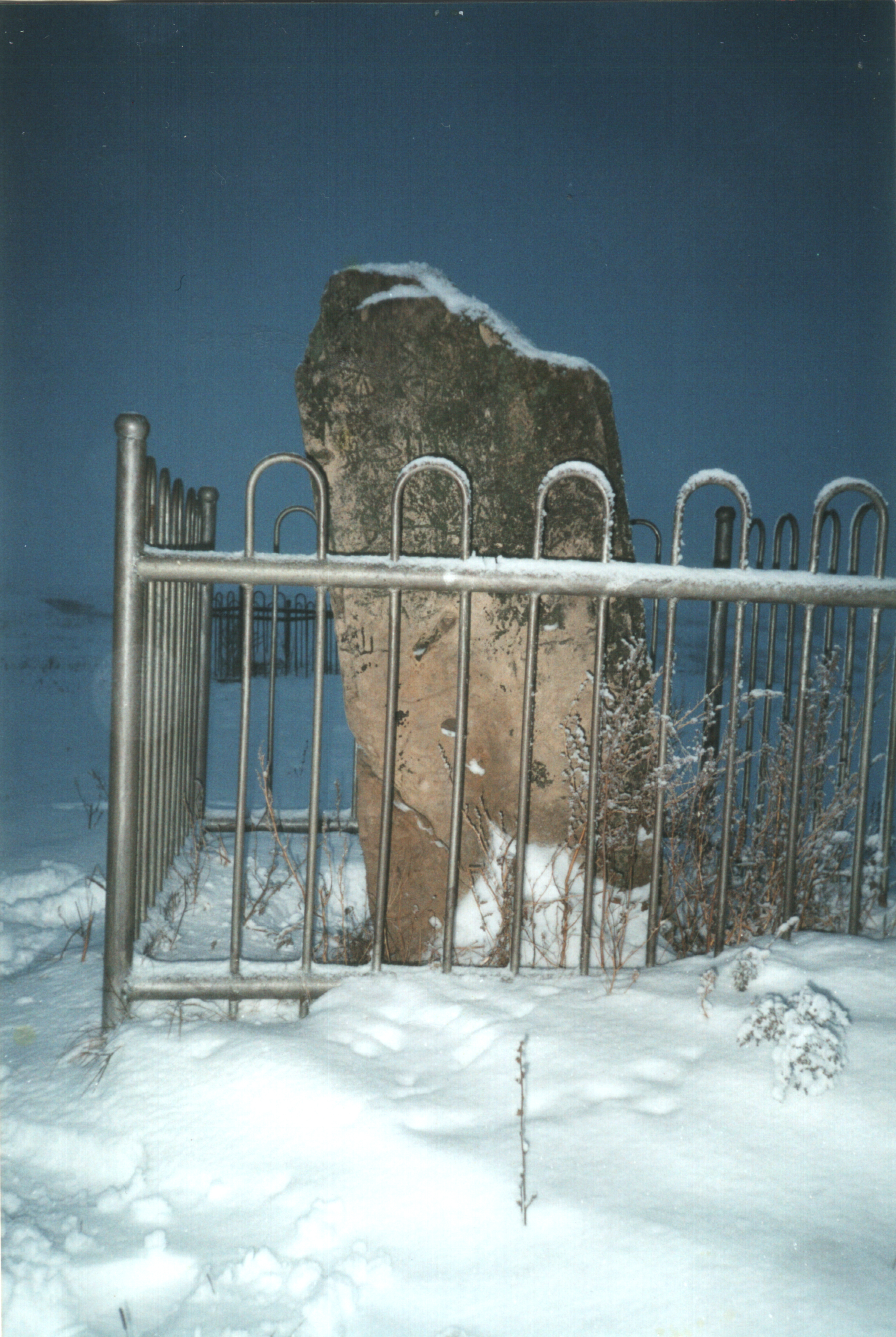
Нагробный камень. Датированный 1349годом

Местонахождения керамик: на месте селища — в 0,5 км с северу-востоку от деревни Старые Савруши, на правом берегу речки Саврушки — в 0,4 км к западу от деревни Старые Савруши, на правом берегу речки Саврушки — в 2 км к северу от деревни Старые Савруши, на левом берегу речки Саврушки.
Надгробия на кладбище деревни Старые Савруши золотоордынского периода. Одно 70 х 60 х 30 см — читается три строчки, выполненные куфическим почерком, датируется 1349 годом. Второе 210 х 68 х 25 см — выполнено врезным некаллиграфическим почерком, в верхней части камня орнамент с солнечным знаком, по сторонам которого расположены два орнаментальных круга меньшего диаметра, датируется XIV веком.
До экспедиции Ф. Г. Фахрутдинова надгробных памятников было четыре, при строительстве дороги Нурлат — Чистополь два из четырёх, что были у деревни, перевезли Аксубаевский районный краеведческий музей. На сохранившейся половинке камня имеется такая надпись: «Суд Аллаха Всевышнего Великого, Якуба (его) сына … 1372 года». На целом памятнике выведено: «Суд Аллаха Великого Всевышнего Асунта дочери Ялань — место погребения. Смерть произошла — летоисчисление 750 рабы II месяца 15 дня. Да будет Милость Аллаха над ней милостынею обширную. Смерть — это дверь. И каждый человек войдет в неё и каждый человек выйдет». Эти переводы сделаны Ф. С. Хакимзяновым, кандидатом филологических наук, старшим научным сотрудником КИЯЛИ.
То, что среди саварских племен был род саврушей, доказывает тот факт, что в 1652—1657 годах при строительстве Закамской оборонительной черты в Бугурусланском уезде Самарской губернии поселились люди на одном месте и своё поселение назвали Саврушской слободой. Речку, на которой они поселились, назвали Савруша.

## Население
Жители по национальности — чуваши, русские. До конца 1970-х годов для села были характерны многодетные семьи.
Возрастной состав населения села в 2011 году: всего 476 человек, из них моложе трудоспособного возраста — 110, до 1 года — 6, от 1-6 лет — 38, от 7-15 лет — 66, от 16-17 лет — 15, трудоспособного возраста — 378, старше трудоспособного возраста — 87, долгожительница-1
| Численность жителей Старые Савруши по годам |              |              |              |          |          |          |          |           |          |
| 1747                                        | 1762         | 1782         | 1795         | 1816     | 1857     | 1859     | 1897     | 1907      | 1920     |
| 227 муж.пола                                | ↗285муж.пола | ↘191муж.пола | ↘124муж.пола | 572чел.  | ↗681чел. | ↗707чел. | ↗921чел. | ↗1168чел. | ↘843чел. |
| 1926                                        | 1938         | 1949         | 1958         | 1970     | 1979     | 1989     | 2002     | 2005      | 2011     |
| ↘653чел.                                    | ↗751чел.     | ↘540чел.     | ↘525чел.     | ↗730чел. | ↘709чел. | ↘511чел. | ↘481чел. | ↘472чел.  | ↗476чел. |

## Архитектура

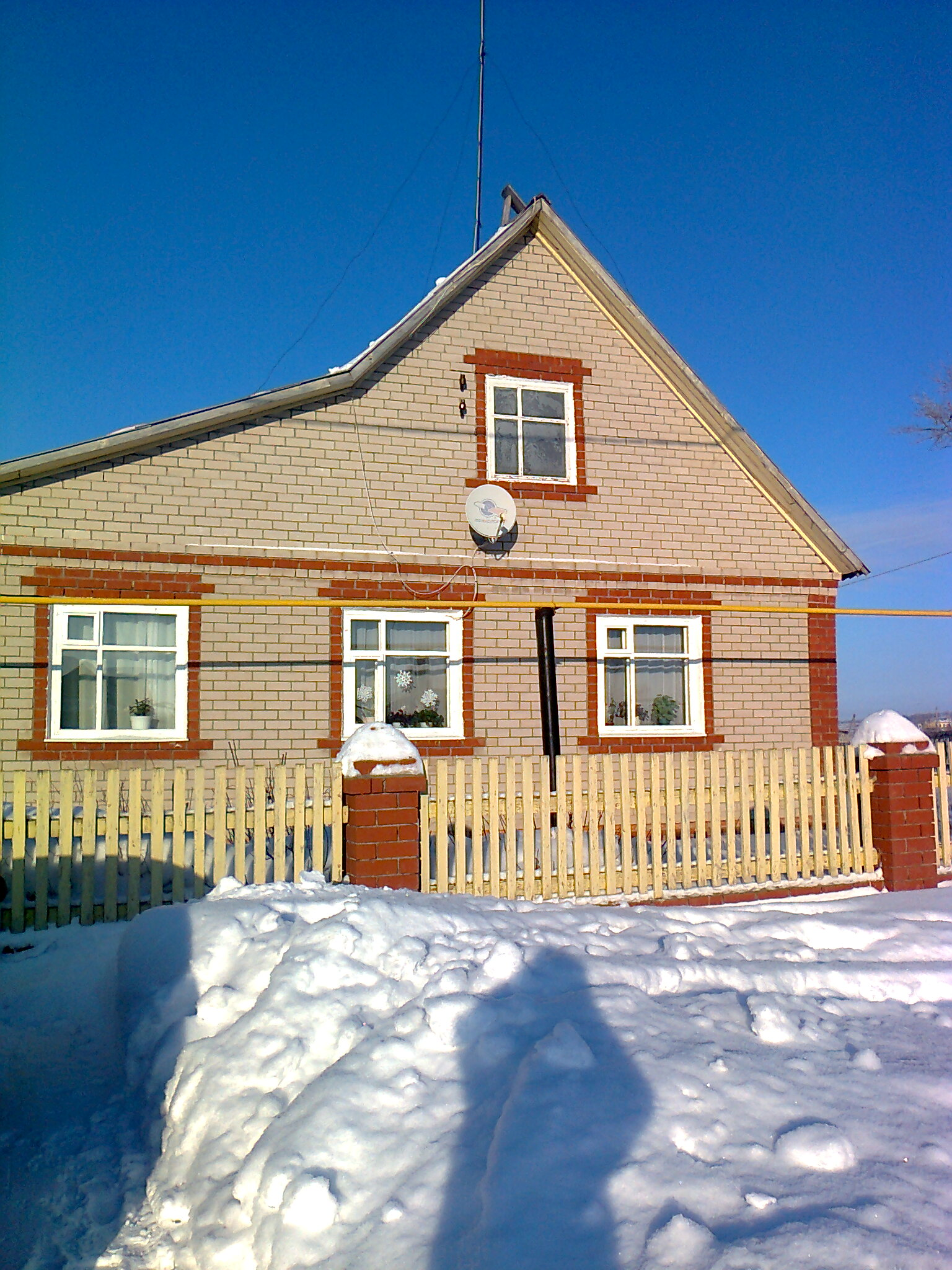
Дом по улице Центральная

Жилые дома в деревне большинство кирпичные, остальные деревянные. Большинство деревянных дом облицованы различными облицовочными материалами. Дворы, как правило, имеют П-образную планировку, имеют деревянные или металлические ворота. Сады примыкают к фасаду жилых домов и огорожены заборами. Земельные участки жителей огорожены только по периметру села (внутри села между участками заборы, как правило, отсутствуют).
В селе 10 улиц: Горького, Западная, Заречная, Зелёная, Комсомольская, Полевая, Речная, Садовая, Северная, Центральная. Застройка плотная, компактная. Имеется два пешеходных моста через речку Саврушка: один в начале улицы Комсомольская, другой в конце улицы Речная.
На Центральной улице в 1965 году установлен обелиск воинам, павшим односельчанам в Великой Отечественной войне.
Напротив обелиска на средства пожертвования сельчан строится часовня.

## Социальная инфраструктура

### Местное хозяйство
Жители села, в основном работают в ООО «Аксубаевская Продкорпорация» и асфальтно-бетонном заводе. В селе функционируют находящегося в балансе ООО «Аксубаевская Продкорпорация»: ферма КРС на 880-голов, зерноток, машинно-тракторный парк. Часть мужского населения работает вахтовым методом на стройках страны.
Жители села всегда занимались различными видами сельскохозяйственной деятельности. Традиционными видами деятельности также считаются хлебопечение, птицеводство, скотоводство, коневодство, рыболовство.
В частном приусадебном хозяйстве жители в основном заняты огородничеством, представленным такими культурами, как картофель, свёкла обыкновенная, свёкла кормовая, капуста, подсолнух, морковь, клубника, помидоры, огурцы, хрен, лук, чеснок, укроп, тыква, арбуз, дыня и другие виды. Садоводство развивается различными сортами яблони, крыжовника, малины, смородины, сливы, винограда, и др..
Скотоводство представлено выращиванием крупного рогатого скота (коровы), овец, коз. Выпас скота жителями села осуществляется поочередно — традиционно каждый двор дежурит ровно столько дней, сколько голов скота от двора представлено в стаде. Также разводят свиней и кроликов. Почти в каждом дворе — домашняя птица: гуси, утки, куры, индюки.
В каждом дворе — постройки для содержания скота и птицы, а также для хранения корма для скота (сено и солома) и дров, кладовые для хранения зерна (овёс, пшеница и рожь) и комбикорма.
Источниками водоснабжения являются колодцы.

### Социально-бытовое обслуживание
Медицинское обслуживание жителей села обеспечивают сельский фельдшерско-акушерский пункт (ФАП).
Предприятия торговли представлены магазинами индивидуальных предпринимателей.
Имеются общеобразовательная школа и детский сад. Жители села имеют возможность проводить спортивные мероприятия в школьном спортзале, а также на спортивной площадке школы, площадью 162 кв.м.
Работает сельский дом культуры вместимостью 200 мест, библиотека с объёмом книжного фонда 6654 экземпляра.
В село проведен газопровод в 1994 году. Газ используется для отопления жилых домов.
Электрификация села была проведена в 1958 году.
Пожарную безопасность села обеспечивают добровольная пожарная охрана (ДПО) Старое Саврушское и пожарная часть № 102 в Аксубаево.
Для захоронения используется кладбище, расположенное западной стороны села площадью 1,5 га (открытого для захоронений по рассказам старейшин села в 1921 году). Первым был захоронен дед Кузьма. До этого кладбище находилось в 2 км к северо-западу от села, в сторону села Савруши, место старого кладбища сохранилось до нынешних времен..

### Связь и СМИ
Село телефонизировано, установлены таксофоны, имеется доступ к Интернету и цифровому телевидению. Доступна сотовая связь. В селе работает отделение почтовой связи.
Основным источником информации о жизни района для жителей села является районная газета «Ял пурнӑҫӗ» («Сельская вновь»)

### Правопорядок
В селе имеется встроенный участковый пункт полиции, по адресу Комсомольская 20, где работает 1 участковый полицейский, который обслуживает ещё и Урмандеевское сельское поселение.

## Известные люди
- Спиридонов, Матвей Филиппович
- Данилов Гордей Данилович[23] — Четвёртый председатель Главного суда ЧАССР (9 февраля по 31 августа 1929 года)
- Иванов Антоний Семенович — Деятель народного образования, участник чувашского национального движения.
- Пильщиков Николай Яковлевич[24][25] — «Народный академик», краевед.

## Примечание
1. 1 2  20 мая 1595 года. Дата обращения: 8 марта 2014. Архивировано 16 октября 2012 года.
2. ↑  / народная энциклопедия Архивная копия от 24 апреля 2015 на Wayback Machine // mojgorod.ru
3. ↑  Закон республики Тататрстан «Об установлении границ территорий и статусе муниципального образования „Аксубаевский муниципальный район“ и муниципальных образований в его составе»
4. ↑  Численность населения Российской Федерации по муниципальным образованиям на 1 января 2013 года. — М.: Федеральная служба государственной статистики Росстат, 2013. — 528 с. (Табл. 33. Численность населения городских округов, муниципальных районов, городских и сельских поселений, городских населённых пунктов, сельских населённых пунктов
5. 1 2 3 4 5 6 7 8 9 10 11  Генеральный план Саврушского сельского поселения Аксубаевского муниципального района Республики Татарстан. Охрана окружающей среды. Пояснительная записка — ГУП РТ «Головная территориальная проектно-изыскательская, научно-производственная фирма „Татинвестгражданпроект“», 2013.
6. ↑  XVIII ĕмĕр пуçламăшĕнче никĕсленĕ. Пăкăрăсланти (Бугуруслан, Оренбург облаçĕ) архиври упранакан документсем тăрăх, Ăрсиел ялне 1713 çулта пуçласа асăннă.
7. ↑  Географически-статический словарь Российской империи — составитель В. П. Семенов. Санкт-Петербург. 1885 г. стр. 406).
8. ↑  /Пильщикова Софья Андреевна Архивная копия от 31 марта 2014 на Wayback Machine //aksubayevo.ru
9. 1 2 3 4 5 6  Генеральный план Саврушского сельского поселения Аксубаевского муниципального района Республики Татарстан. Пояснительная записка — ГУП РТ «Головная территориальная проектно-изыскательская, научно-производственная фирма „Татинвестгражданпроект“», 2013.
10. 1 2 3 4 5 6 7  IIS7. Дата обращения: 17 марта 2014. Архивировано 17 марта 2014 года.
11. 1 2 3 4 5 6 7 8 9 10  Институт Татарской Энциклопедии. Дата обращения: 17 марта 2014. Архивировано 23 марта 2014 года.
12. ↑  http://enc.cap.ru/?t=world&lnk=2176 Архивная копия от 17 марта 2014 на Wayback Machine //enc.cap.ru
13. ↑  Казанская губерния. Список населенных мест. По сведениям 1859 года. Издан Центральным статистическим комитетом Министерства внутренних дел. Отработан старшим редактором Артемьевым А. СПб.: 1866.
14. ↑  Асубаевские земледельцы работают на совесть. «Аксубаево» (11 мая 2013). Дата обращения: 17 мая 2022. Архивировано 30 октября 2014 года.
15. 1 2  Главная страница. Сайт Старосаврушской средней школы. Дата обращения: 17 мая 2022. Архивировано 2 апреля 2022 года.
16. ↑  /Газоснабжение села Архивная копия от 22 апреля 2014 на Wayback Machine //gazpromtransgazkazan.ru
17. ↑  /Добровольная пожарная охрана Архивная копия от 22 апреля 2014 на Wayback Machine //mchs.tatarstan.ru
18. ↑  /Пожарная часть Аксубаево Архивная копия от 22 апреля 2014 на Wayback Machine //mchs.tatarstan.ru
19. ↑  /Телевидения и связь Архивная копия от 26 апреля 2014 на Wayback Machine //tattelecom.ru
20. ↑  ОПС Савруши. Дата обращения: 17 марта 2014. Архивировано 17 марта 2014 года.
21. ↑  /газета «Ял пурнӑҫӗ» Архивная копия от 7 апреля 2014 на Wayback Machine //aksubayevo.ru
22. ↑  /Участковый полицейский Архивная копия от 26 апреля 2014 на Wayback Machine //aksubayevo.tatarstan.ru
23. ↑  стр. 11-15. Дата обращения: 8 марта 2014. Архивировано 5 марта 2016 года.
24. ↑  /Торжество на родине Пильщикова Архивная копия от 30 октября 2014 на Wayback Machine // starsawr.ucoz.ru
25. ↑  /Народный академик Пильщиков Архивная копия от 30 октября 2014 на Wayback Machine // aksubayevo.tatarstan.ru